# Buffer-Underrun
Im Computerbereich ist ein Buffer-Underrun die Situation, in der ein Datenpuffer, der von einer Quelle beschrieben und von anderer Seite ausgelesen wird, plötzlich leer ist, weil die Quelle nicht schnell genug Daten liefert.

## CD/DVD/BD-Brennproblem
Ein Buffer-Underrun war früher oftmals die Ursache für fehlgeschlagene Brennversuche. Eine CD/DVD/BD musste kontinuierlich beschrieben werden, denn anders als beim Lesen war ein Stoppen und erneutes Starten des Schreibvorgangs nicht ohne Fehler möglich. Wenn die Daten von einer relativ langsamen Quelle wie einer Festplatte oder einer anderen CD/DVD/BD kommen, kann sich bei starker CPU-Belastung oder knappem Hauptspeicher der kleine Puffer des Brenners durch den Brennvorgang schneller leeren, als von der Datenquelle Brenndaten nachgeliefert werden können.
Durch stark angestiegene Geschwindigkeiten modernerer Computer und besserer Priorisierung der Brenndaten im Verarbeitungsprozess sind Buffer-Underrun-Probleme in den letzten Jahren deutlich zurückgegangen.

### Buffer-Underrun-Protection
Das Problem des Schreibabbruchs bei einem Buffer-Underrun konnten die Hersteller von Brennern lösen, indem sie eine sogenannte Buffer-Underrun-Protection einführten. Beispiele für diese Technik sind  Plextors Burnproof, Sanyos BURN Proof (für CD-R und DVD-R), Yamahas SafeBurn, JustLink, Seamless Link oder SmoothLink (für Blu-ray Disk). Diese Techniken basieren auf der Möglichkeit, den Schreibvorgang während des Brennens zu unterbrechen und wieder fortzusetzen, nachdem der Datenpuffer von neuem gefüllt wurde.